# Snowboarding na Zimních olympijských hrách 2010 – snowboardcross ženy
Snowboardcross žen na Zimních olympijských hrách 2010 se konal v úterý 16. února v areálu Cypress Mountain. Závod byl o dvě hodiny odložen kvůli dešti, zahájení proběhlo v 12.00 hodin a finále se jelo od 14.15 hod místního času. Závodu se zúčastnilo 24 závodnic ze 13 zemí.

## Průběh soutěže
Jedna z favoritek závodu Američanka Lindsey Jacobellisová vypadla už v semifinále, když po kolizi s jednou ze soupeřek neprojela brankou a byla diskvalifikovaná. Závod vyhrála domácí Kanaďanka Maëlle Rickerová, prokterou to byla první olympijská medaile. Stříbrnou medaili vybojovala Francouzka Déborah Anthoniozová, bronz si odvezla švýcarská snowboardistka Olivia Nobsová.

## Medailistky
| Zlato                           | Stříbro                              | Bronz                            |
| ------------------------------- | ------------------------------------ | -------------------------------- |
| Maëlle Rickerová · Kanada (CAN) | Déborah Anthoniozová · Francie (FRA) | Olivia Nobsová · Švýcarsko (SUI) |

## Výsledky

### Kvalifikace
Do další fáze soutěže postoupilo šestnáct závodnic podle nejlepších časů z kvalifikace.
| Pořadí | č. | závodnice                  | země                   | 1. kolo | 2. kolo | lepší čas | výsledek |
| --- | -- | -------------------------- | ---------------------- | ------- | ------- | --------- | -------- |
| 1 | 27 | Mellie Franconová          | Švýcarsko              | 1:24.43 | 1:24.79 | 1:24.43   | postup   |
| 2 | 22 | Lindsey Jacobellisová      | Spojené státy americké | 1:26.13 | 1:25.41 | 1:25.41   | postup   |
| 3 | 20 | Maëlle Rickerová           | Kanada                 | 1:43.59 | 1:25.45 | 1:25.45   | postup   |
| 4 | 30 | Olivia Nobsová             | Švýcarsko              | 1:28.70 | 1:26.25 | 1:26.25   | postup   |
| 5 | 25 | Helene Olafsenová          | Norsko                 | 1:40.43 | 1:26.94 | 1:26.94   | postup   |
| 6 | 31 | Nelly Moenne Loccozová     | Francie                | 1:27.31 | 1:42.92 | 1:27.31   | postup   |
| 7 | 28 | Déborah Anthoniozová       | Francie                | 1:27.61 | 1:27.49 | 1:27.49   | postup   |
| 8 | 19 | Zoe Gillingsová            | Velká Británie         | 1:27.93 | DNF     | 1:27.93   | postup   |
| 9 | 32 | Simona Meilerová           | Švýcarsko              | 1:45.16 | 1:27.94 | 1:27.94   | postup   |
| 10 | 36 | Doresia Kringsová          | Rakousko               | 1:36.55 | 1:28.98 | 1:28.98   | postup   |
| 11 | 17 | Sandra Freiová             | Švýcarsko              | 1:29.46 | 1:43.38 | 1:29.46   | postup   |
| 12 | 23 | Faye Guliniová             | Spojené státy americké | 1:30.75 | 1:43.29 | 1:30.75   | postup   |
| 13 | 37 | Claire Chapototová         | Francie                | DNF     | 1:30.89 | 1:30.89   | postup   |
| 14 | 33 | Nacuko Doiová              | Japonsko               | 1:31.23 | DNF     | 1:31.23   | postup   |
| 15 | 39 | Julie Wendel Lundholdtová  | Dánsko                 | 1:31.29 | 1:44.62 | 1:31.29   | postup   |
| 16 | 35 | Maria Rambergerová         | Rakousko               | 1:43.54 | 1:33.08 | 1:33.08   | postup   |
| 17 | 26 | Raffaella Bruttová         | Itálie                 | 1:34.12 | 1:37.94 | 1:34.12   |          |
| 18 | 34 | Stephanie Hickeyová        | Austrálie              | 1:35.26 | DNF     | 1:35.26   |          |
| 19 | 29 | Isabel Clark Ribeirová     | Brazílie               | 1:41.10 | 1:51.65 | 1:41.10   |          |
| 20 | 21 | Dominique Maltaisová       | Kanada                 | DSQ     | 1:45.56 | 1:45.56   |          |
| 21 | 40 | Callan Chythlook-Sifsofová | Spojené státy americké | 1:59.04 | DNF     | 1:59.04   |          |
| 99 | 18 | Aleksandra Žekovová        | Bulharsko              | DNF     | DNS     | 9:99.99   |          |
| 99 | 24 | Juka Fudžimoriová          | Japonsko               | DNS     | DNS     | 9:99.99   |          |
| 99 | 38 | Manuela Rieglerová         | Rakousko               | DNS     | DNS     | 9:99.99   |          |
| č. – startovní číslo závodnice, DNS – závodnice nenastoupila na start, DNF – nedojela do cíle, DSQ – diskvalifikována. 16 nejrychlejších závodnic postoupilo přímo do čtvrtfinále |    |                            |                        |         |         |           |          |

### Vyřazovací fáze
Z každé čtvrtfinálové a semifinálové jízdy postoupily do další fáze soutěže první dvě závodnice.

#### Čtvrtfinále
| pořadí | č.          | závodnice                 | země                   | výsledek    |
| První jízda                                                                                                  | První jízda | První jízda               | První jízda            | První jízda |
| --- | ----------- | ------------------------- | ---------------------- | ----------- |
| 1. | 1           | Mellie Franconová         | Švýcarsko              | postup      |
| 2. | 8           | Zoe Gillingsová           | Velká Británie         | postup      |
| 3. | 9           | Simona Meillerová         | Švýcarsko              |             |
| 4. | 16          | Maria Rambergerozová      | Rakousko               |             |
| Druhá jízda                                                                                                  |             |                           |                        |             |
| 1 | 4           | Olivia Nobsová            | Švýcarsko              | postup      |
| 2 | 5           | Helene Olafsenová         | Norsko                 | postup      |
| 3 | 12          | Faye Guliniová            | Spojené státy americké |             |
| 4 | 13          | Claire Chapototová        | Francie                |             |
| Třetí jízda                                                                                                  |             |                           |                        |             |
| 1 | 3           | Maëlle Rickerová          | Kanada                 | postup      |
| 2 | 6           | Nelly Moenne Loccozová    | Francie                | postup      |
| 3 | 14          | Nacuko Doiová             | Japonsko               |             |
| 4 | 11          | Sandra Freiová            | Švýcarsko              |             |
| Čtvrtá jízda                                                                                                 |             |                           |                        |             |
| 1 | 2           | Lindsey Jacobellisová     | Spojené státy americké | postup      |
| 2 | 7           | Déborah Anthoniozová      | Francie                | postup      |
| 3 | 10          | Doresia Kringsová         | Rakousko               |             |
| 4 | 15          | Julie Wendel Lundholdtová | Dánsko                 |             |
| č. – startovní číslo, DNS – závodnice nenastoupila na start, DNF – nedojela do cíle, DSQ – diskvalifikována. |             |                           |                        |             |

#### Semifinále
| pořadí | č.          | závodnice              | země                   | výsledek    |
| První jízda                                                                                                  | První jízda | První jízda            | První jízda            | První jízda |
| --- | ----------- | ---------------------- | ---------------------- | ----------- |
| 1 | 5           | Helene Olafsenová      | Norsko                 | postup      |
| 2 | 4           | Olivia Nobsová         | Švýcarsko              | postup      |
| 3 | 8           | Zoe Gillingsová        | Velká Británie         |             |
| 4 | 1           | Mellie Franconová      | Švýcarsko              |             |
| Druhá jízda                                                                                                  |             |                        |                        |             |
| 1 | 3           | Maëlle Rickerová       | Kanada                 | postup      |
| 2 | 7           | Déborah Anthoniozová   | Francie                | postup      |
| 3 | 6           | Nelly Moenne Loccozová | Francie                |             |
| 4 | 2           | Lindsey Jacobellisová  | Spojené státy americké |             |
| č. – startovní číslo, DNS – závodnice nenastoupila na start, DNF – nedojela do cíle, DSQ – diskvalifikována. |             |                        |                        |             |

#### Finále
| pořadí | č.                        | závodnice                 | země                      | celkově                   |
| Malé finále o 5.–8. místo                                                                                    | Malé finále o 5.–8. místo | Malé finále o 5.–8. místo | Malé finále o 5.–8. místo | Malé finále o 5.–8. místo |
| --- | ------------------------- | ------------------------- | ------------------------- | ------------------------- |
| 5 | 2                         | Lindsey Jacobellisová     | Spojené státy americké    |                           |
| 6 | 6                         | Nelly Moenne Loccozová    | Francie                   |                           |
| 7 | 1                         | Mellie Franconová         | Švýcarsko                 |                           |
| 8 | 8                         | Zoe Gillingsová           | Velká Británie            |                           |
| Velké finále o olympijské medaile                                                                            |                           |                           |                           |                           |
| 1. | 3                         | Maëlle Rickerová          | Kanada                    | Zlato                     |
| 2. | 7                         | Déborah Anthoniozová      | Francie                   | Stříbro                   |
| 3. | 4                         | Olivia Nobsová            | Švýcarsko                 | Bronz                     |
| 4. | 5                         | Helene Olafsenová         | Norsko                    |                           |
| č. – startovní číslo, DNS – závodnice nenastoupila na start, DNF – nedojela do cíle, DSQ – diskvalifikována. |                           |                           |                           |                           |